# 타이하역
타이하역(베트남어: Ga Thái Hà / Ga 泰河)은 베트남 하노이시 동다군에 위치한 하노이 지하철 2A호선의 철도역이다.

## 노선
- 하노이 지하철
  - 2A호선

## 역 구조

### 승강장
| 라타인 ↑    |
| 하 \| 상 \| |
| ↓ 랑        |

| 상행 | ● 하노이 지하철 2A호선 | 라타인 · 깟린 방면                      |
| 하행 | ● 하노이 지하철 2A호선 | 제3순환로 · 반꽌 · 라케 · 옌응이어 방면 |